# Dalry
Dalry är en ort i Storbritannien.   Den ligger i kommunen North Ayrshire och riksdelen Skottland, i den nordvästra delen av landet, 500 km nordväst om huvudstaden London. Dalry ligger 44 meter över havet och antalet invånare är 5 234.
Terrängen runt Dalry är platt åt sydost, men åt nordväst är den kuperad. Runt Dalry är det tätbefolkat, med 762 invånare per kvadratkilometer. Närmaste större samhälle är Kilwinning, 6,3 km söder om Dalry. Trakten runt Dalry består i huvudsak av gräsmarker.